# Eberhard III Wirtemberski (książę)
Eberhard III Wirtemberski (ur. 16 grudnia 1614, Stuttgart, zm. 2 lipca 1674, tamże) – książę Wirtembergii, drugi syn Jana Fryderyka i Barbary Zofii Brandenburskiej.

## Życiorys
Miał 14 lat, gdy zmarł jego ojciec. Do czasu jego pełnoletniości regencję sprawował brat Jana Fryderyka, Ludwik Wirtemberski-Mömpelgard, a po jego śmierci w 1631 roku drugi brat, Juliusz Wirtemberski-Weiltingen.
6 maja 1629 roku jedna trzecia Wirtembergii przypadła cesarzowi Ferdynandowi II na mocy edyktu restytucyjnego. Eberhard wraz z Juliuszem brał udział w bitwie pod Lützen, która była jedną z bitew wojny trzydziestoletniej. W 1633 roku Eberhard osiągnął pełnoletniość i otrzymał od cesarza Ferdynanda II zgodę na samodzielne rządy. Wojska Wirtembergii włączyły się do walk po stronie protestantów. Po bitwie pod Nördlingen, wygranej przez wojska katolickie, Eberhard uciekł do Strasburga.
20 października 1638 roku porozumiał się z nowym cesarzem Ferdynandem III co do zwrotu Wirtembergii. Cesarz zwrócił mu księstwo, jednak nadal duża jego część znajdowała się w rękach cesarstwa. Eberhard odzyskał cały kraj na mocy pokoju westfalskiego, ale liczba jego mieszkańców zmniejszyła się o połowę w wyniku wojen oraz epidemii dżumy. W 1649 roku nadał swojemu bratu Fryderykowi tytuł księcia Wirtembergii-Neuenstadt, zaś w 1651 roku najmłodszemu z braci Ulrykowi tytuł księcia Wirtembergii-Neuenbürg.

## Małżeństwa i potomstwo

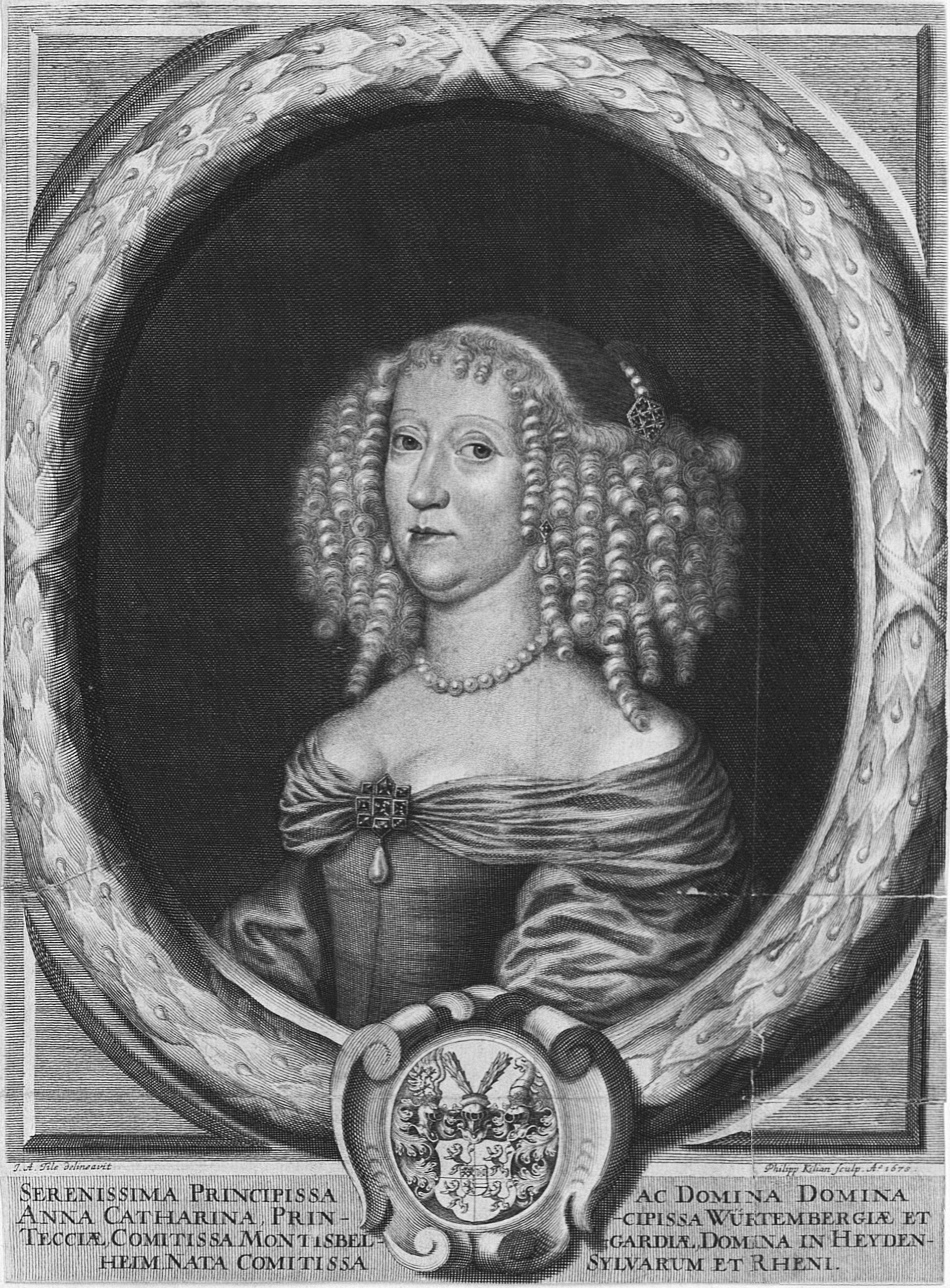
Anna Katarzyna von Salm-Kyrburg

26 lutego 1637 w Strasburgu ożenił się z Anną Katarzyną von Salm-Kyrburg (1614-1655). Mieli 14 dzieci:
- Jan (1637–1659)
- Ludwik (1638–1639)
- Krystian (1639–1640)
- Eberhard (1640–1641)
- Zofia (1642–1702) – matka królowej Polski Krystyny Hohenzollernówny
- Dorota (1643–1650)
- Fryderyka Krystyna (1644–1674) – żona księcia Alberta Ernesta I von Oettingen.
- Krystyna (1645–1699) – żona księcia Jerzego Krystyna von Ostfriesland
- Wilhelm (1647–1677) – książę Wirtembergii
- Anna (1648–1691)
- Karol (1648–1650)
- Eberhardyna (1651–1683) – żona księcia Alberta Ernesta I. von Oettingen-Oettingen
- Fryderyk (1652–1698) – książę Wirtembergii-Winnental
- Karol (1654–1689)

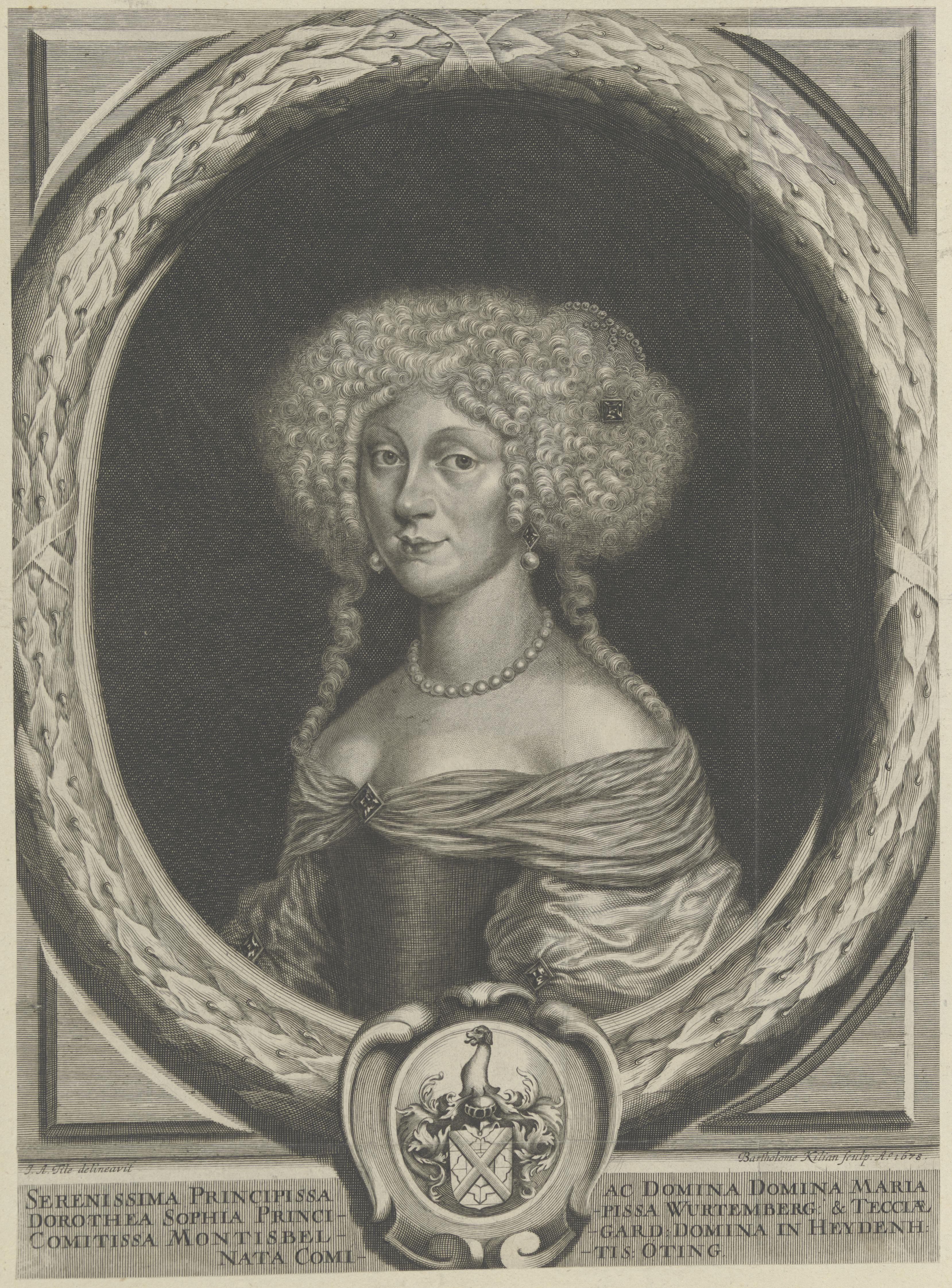
Maria Dorota von Oettingen

20 czerwca 1656 roku ożenił się ponownie, z hrabiną Marią Dorotą zu Oettingen-Oettingen  (1639-1698). Mieli 11 dzieci:
- Jerzy (1657–1685)
- syn (1659)
- Albert (1660–1663)
- Ludwik (1661–1698)
- Joachim (1662–1663)
- Filip (1663–1669)
- Karol (1667–1668)
- Jan (1669–1693)
- Zofia (1671–1717) – żona księcia Jana Jerzego II von Sachsen-Eisenach
- Eberhard (1672)
- Emanuel (1674–1675)

Zmarł 2 czerwca 1674 na udar mózgu.